# Teambuilding
Teambuilding er "opbygning af samarbejdet i et team". Forudsætningerne er derfor at der er et team og der er tale om en eller anden form for aktivitet (passiv som aktiv). Teambuilding kan derfor ikke dyrkes alene. Målgruppen for teambuilding er også typisk organisationer. Aktiviteten kan være organisations nære aktiviteter, men ofte også aktiviteter der omhandler aktiviteter uden for organisationens virke område, fx samarbejdsøvelser, musiceren, spil, konkurrencer, leg, rollespil. I praksis bruges ordet "teambuilding" bredt om alt fra bowling, rapelling og andre individuelle øvelser til omfattende samarbejdsøvelser med efterfølgende refleksion.
I Danmark vandt teambuilding først rigtig frem i løbet af 1980'erne, hvor en række teambuilding virksomheder baserede deres udbud på friluftsoplevelser af grænseoverskridende karakter. Mange af disse virksomheder var dannet af tidligere elitesoldater og erhvervsledere. Senere blev medarbejderkurser baseret på grænseoverskridelse og fysiske udfordringer kendt under betegnelsen kanin-dræber kurser og der var i 1990'erne meget debat om hvorvidt sådanne kurser gav det ventede udbytte samt om det var uetisk at påføre kursisterne psykologiske effekter uden tilstedeværelse af uddannede psykologer eller opfølgning med kursisterne efter kursets afslutning. I løbet af 00'erne blev der i Danmark dannet en brancheforening for teambuilding og ledertræning som netop satte fokus på emner som etik, sikkerhed, forsikring og uddannelse. I 00'erne begyndte skolerne også at afprøve virkningen af teambuilding overfor børn og unge. Flere skoler og gymnasier begyndte at samarbejde med coaches og andre professionelle og der blev udviklet målrettet hyttetur, introture og lejreture, som netop havde det formål at skabe et bedre socialt rum i klasselokalet.[kilde mangler]
Den klassiske form for teambuilding er aktiviteter eller poster der styres af en instruktør. Efter aktiviteten kan der foreligge en evt. opsamling på begivenhederne, hvor der kædes sammenhæng fra handlinger og resultat i teambuilding forløbet over i gruppens daglige udfordringer. Efter 00'erne forekommer teambuilding kurser også som egentlige simulationer, hvor gruppen gennemlever en fiktiv handling. Situationerne i teambuilding tager fokus at "stresse" deltagerne ud af deres vante rutiner, og give et fælles og enstemmigt blik på handling og resultater. Dette giver et godt fundament for refleksion, hvor individuelle karrierehensyn kan bortses, og alle ser det samme, og ved det samme. 
Den mere moderne form for teambuilding er gået fra at være styret af tidligere psykologiske og hårde udfordringer til at være leg, underholdning og læring blandet sammen. Teambuilding kan dog være begge ting og det kommer an på hvilke udbytte man som virksomhed/gruppe søger. Teambuilding er I dag et udbredt fænomen blandt danske virksomheder og skoler. I skoleregi er teambuilding i dag en god måde, at lære eleverne bedre at kende og få deres parader ned overfor hinanden. Som virksomhed søger man måske nogle andre aspekter i teambuilding end blot at få paraderne ned og få et godt fællesskab. Teambuilding kan være med til at øge produktiviteten, mindske risikoen for fejl informationer bliver delt og kritisk information ikke går tabt.  
Som virksomhed kan der være mange gode grunde til at investere i effektiv teambuilding. En rundspørgelse viste mellem 400 virksomheder placeret i både USA og UK, viste at dårlig kommunikation kunne koste dem hele 62,4 millioner dollars om året. Dette er ikke et enestående tilfælde. Dårlig kommunikation mellem medarbejder, koster årligt virksomheder millioner af kroner. Teambuilding gør det simpelthen nemmere at komme i mål med store opgaver. Man lære, at få et naturligt flow, hvor man deler kritiske informationer og har det nemmere ved at spørge efter hjælp. Man sikre, at både afsender og modtager er klar over hvad der afsendes og modtages.